# Vela als Jocs Olímpics d'estiu de 1900 - 2 a 3 tones
La competició de vela de 2 a 3 tones va ser una de les proves de vela dels Jocs Olímpics de París de 1900. Aquesta fou la tercera categoria més pesada de les disputades en aquestes olimpíades. Es van disputar dues curses, i ambdues han estat reconegudes pel Comitè Olímpic Internacional. La primera de les curses es disputà el 22 de maig de 1900 i la segona el 25 de maig. Hi van participar 11 mariners repartits en 4 vaixells, representants de 2 nacions.

## Medallistes
| Cursa | Or                                                                          | Plata                                                                   | Bronze                                                              |
| 1     | Ollé Frédéric Blanchy (FRA) William Exshaw (GBR) Jacques Le Lavasseur (FRA) | Favorite Jacques Doucet · Auguste Godinet · Henri Mialaret · Léon Susse | Gwendoline de Cottignon · Emile Jean-Fontaine · Ferdinand Schlatter |
| 2     | Ollé Frédéric Blanchy (FRA) William Exshaw (GBR) Jacques Le Lavasseur (FRA) | Favorite Jacques Doucet · Auguste Godinet · Henri Mialaret · Léon Susse | Mignon Auguste Donny                                                |

## Resultats
Els handicaps s'afegeixen al temps real de cada vaixell per tal de donar un temps ajustat real. Els handicaps no van modificar el resultat de la segona cursa, però sí el de la primera.

### Cursa 1
El vaixell Ollé, format per francesos i britànics, era el més lleuger dels participants i tingué un avantatge de 4 minuts al handicap. Gràcies a ell va guanyar la cursa, tot i ser una mica més lent que el segon classificat.
| Posició | Embarcació | Mariners                                                               | Nació      | Temps      | Handicap | Total      |
| ------- | ---------- | ---------------------------------------------------------------------- | ---------- | ---------- | -------- | ---------- |
| Or      | Ollé       | Frédéric Blanchy (FRA) William Exshaw (GBR) Jacques Le Lavasseur (FRA) | Equip mixt | 1h 47' 48" | 29' 42"  | 2h 17' 30" |
| Plata   | Favorite   | Jacques Doucet Auguste Godinet Henri Mialaret Léon Susse               | França     | 1h 46' 16" | 33' 47"  | 2h 20' 03" |
| Bronze  | Gwendoline | de Cottignon Emile Jean-Fontaine Ferdinand Schlatter                   | França     | 1h 51' 01" | 33' 47"  | 2h 24' 48" |
| 4       | Mignon     | Auguste Donny                                                          | França     | 1h 54' 11" | 33' 20"  | 2h 26' 31" |

### Cursa 2
Les duers primeres posicions són les mateixes que a la primera cursa. La medalla de bronze canvia de mans i va a parar al vaixell Mignon, atès que el Gwendoline no finalitza la cursa.
| Posició | Embarcació | Mariners                                                                  | Nació      | Temps      | Handicap | Total      |
| ------- | ---------- | ------------------------------------------------------------------------- | ---------- | ---------- | -------- | ---------- |
| Or      | Ollé       | Frédéric Blanchy (FRA) E. William Exshaw (GBR) Jacques le Lavasseur (FRA) | Equip mixt | 3h 48' 29" | 29' 05"  | 4h 17' 34" |
| Plata   | Favorite   | Doucet Godinet Mialaret Susse                                             | França     | 3h 50' 10" | 33' 47"  | 4h 23' 57" |
| Bronze  | Mignon     | Auguste Donny                                                             | França     | 4h 18' 53" | 33' 20"  | 4h 52' 13" |
| -       | Gwendoline | de Cottignon Emile Jean-Fontaine Ferdinand Schlatter                      | França     | DNF        | DNF      | DNF        |

DNF: No finalitza la cursa